# Політична свобода
Політи́чна свобо́да — право, можливість й змога самовизначення та право на вислів особистої волі. До класичних політичних свобод, що зазначені в Загальній декларації прав людини й містяться в конституціях демократичних країн, належать: свобода об’єднань, свобода думки, свобода зборів, свобода волевиявлення (виборче право).
Політична наука виробила різноманітні теоретико-методологічні підходи до інтерпретування категорії політична свобода. Шарль Луї Монтеск'є стверджував, що політична свобода може існувати тільки в державі, де всі відносини регулюються правом і де закони панують над волею правителів.
Український науковець І. І. Прокопенко, доцент НАУ, визначає політичну свободу як основний чинник, від якого залежить функціонування демократичної політичної системи; це можливість громадян реалізувати різноманітні інтереси завдяки участі у суспільно-політичному житті країни, володінню політичними правами.